# Leptosema
Leptosema es un género de plantas con flores con quince especies perteneciente a la familia Fabaceae.

## Especies seleccionadas
- Leptosema aculeatum
- Leptosema anomalum
- Leptosema aphyllum
- Leptosema bossiaeoides
- Leptosema cervicorne
- Leptosema chambersii
- Leptosema chapmanii
- Leptosema daviesioides
- Leptosema hossiaeoides
- Leptosema macrocarpum
- Leptosema oxylobioides
- Leptosema oxyloboides
- Leptosema tomentosum
- Leptosema uniflorum
- Leptosema villosum